# Йонас Гар Стере
Юнас Гар Стере (норв. Jonas Gahr Støre; нар. 25 серпня 1960, Осло, Норвегія) — норвезький політик. Прем'єр-міністр Норвегії з 14 жовтня 2021. Лідер Норвезької робітничої партії (з 2014). Міністр закордонних справ (2005—2012) і міністр охорони здоров'я і соціального забезпечення (2012—2013). Член Стортингу з 2009 року.

## Біографія
Вивчав політологію в Інституті політичних досліджень у Парижі (1981—1985). Працював радником Ґру Гарлем Брунтланн, пізніше став головою канцелярії прем'єр-міністра (1989—1997). Виконавчий директор Всесвітньої організації охорони здоров'я з 1998 до 2000 і генеральний секретар Норвезького Червоного Хреста з 2003 до 2005.

## Сім'я
Стере народився в Осло, син заможного суднового брокера Ульфа Юнаса Стере (1925-2017) та бібліотекарки Унні Гар (1931-2021). Він виріс у районі Ріс у Вест-Енді Осло.
Стере - мультимільйонер зі статками близько 60 000 000 норвезьких крон (приблизно 7,1 млн доларів США у 2016 році). Він є власником значної частини сімейної компанії Femstø. Більша частина сімейних статків походить від продажу в 1977 році норвезької компанії Єтуль (Jøtul), якою керував його дід по материнській лінії Юганнес Гар.
Дідом Стере по батьківській лінії був видатний бізнесмен Юнас Генрі Стере, генеральний директор і голова компанії Norsk Sprængstofindustri, що виробляє вибухові речовини. 
Прадід Стере, Пауль Едварт Стере, був мером від Консервативної партії та депутатом норвезького парламенту від Левангера, а його сім'я була заможними фермерами в Тронделазі в 19 столітті.
Стере одружений з Маріт Слагсволл, соціологом і священником державної Церкви Норвегії. У них троє синів, які відвідують вальдорфську школу в Осло. Стере - сповідує християнство і є членом державної церкви.